# 오렐리앵 뤼네포

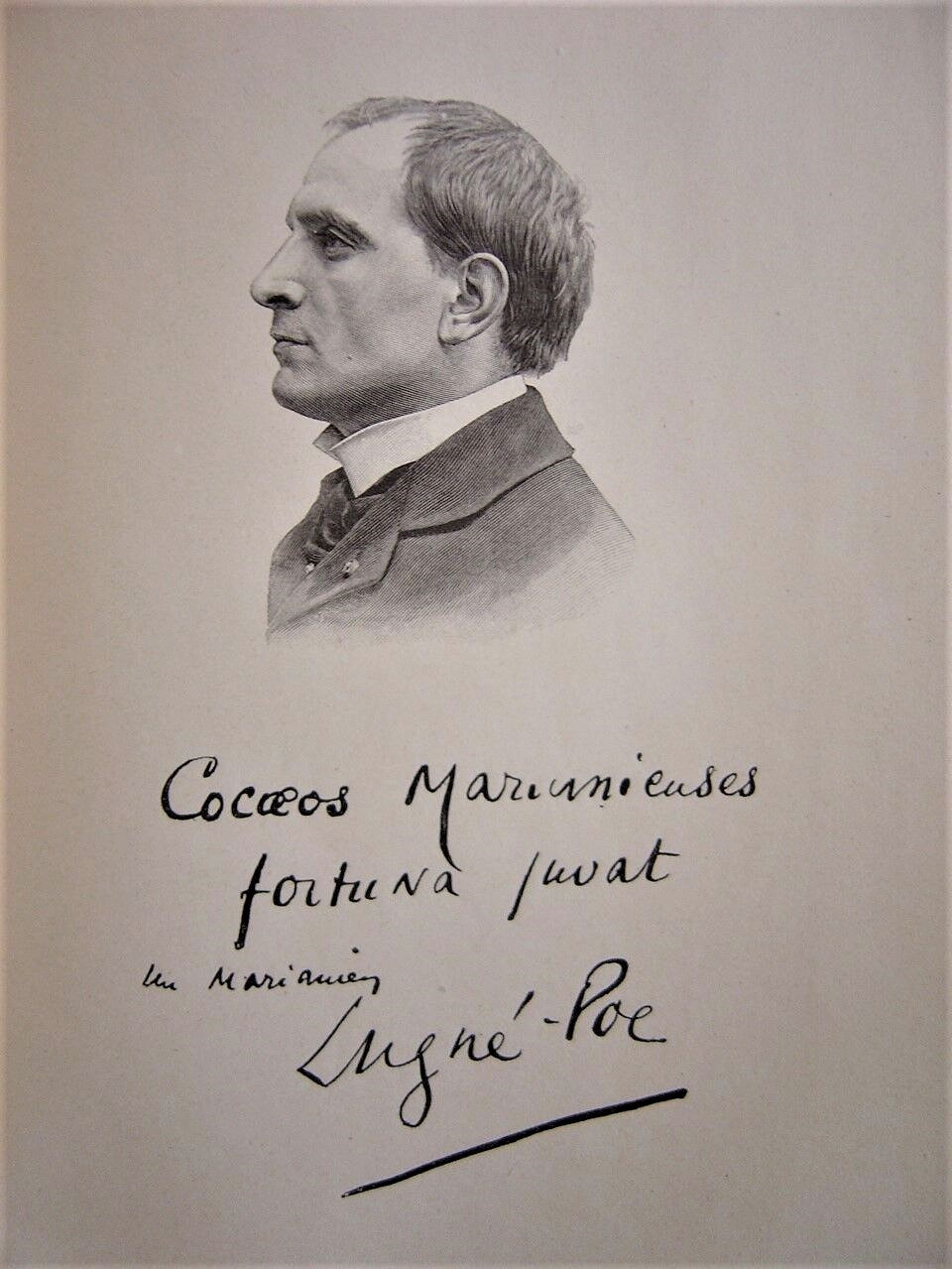
오렐리앙 뤼네 포

오렐리앙 뤼네 포(Aurélien François Marie Lugné-Poë, 1869년 ~ 1940년)는 프랑스의 연출가다.
예술극단을 창립한 폴 포르의 후계자로서 앙투안의 자연주의적 연극에 대립한 상징주의적 연극을 주장하였고, 메테를링크를 비롯하여 입센 및 하우프트만을 프랑스에 소개하기도 하고, 크롬륀크에서부터 사라크루에 이르기까지 수많은 신진 극작가를 배출시켰다. 그 유연한 절충주의로 한편으로는 자리의 <유뷔 왕>에 의한 스캔들도 두려워하지 않고, 상연이 불가능하다고 한 폴 클로델의 희곡도 무대에 올렸다. 그가 창립한 제작극장은 처음에는 극단이었으며, 상설극장이 없었으나, 1920년에는 정원 4,000명 가량의 극장을 크리시 가(街)에 마련하여, 그곳에서 자리를 잡고 안정했다. 설비가 나쁜 점도 참작해서 무엇보다도 연기를 중심으로 한 간결한 연출에 중점을 두었다. 뤼네 포가 죽은 후에도 극장은 그 이름을 그대로 남겨 오늘에 이르고 있다.